# 2547 Hubei
2547 Hubei è un asteroide della fascia principale interna. Scoperto nel 1964, presenta un'orbita caratterizzata da un semiasse maggiore pari a 2,384735 UA e da un'eccentricità di 0,129190, inclinata di 6,189424° rispetto all'eclittica.
Fa parte della famiglia di asteroidi Vesta.
È dedicato alla provincia cinese dell'Hubei.